# HEART STATION/Stay Gold
「HEART STATION/Stay Gold」（ハート ステーション／ステイ ゴールド）は、宇多田ヒカルの20thシングル。2008年2月20日に発売された。

## 解説
- 前作に続いての両A面シングル。初回限定盤のみの特典としてオリジナルステッカーが封入されている。
- 2008年3月19日にリリースされた5thアルバム『HEART STATION』の先行シングル。アルバム発売前に表題曲が発売されるのは自身初の試みであり、ジャケットに宇多田本人が写っていないのは、童謡の「ぼくはくま」を除けば「For You/タイム・リミット」以来である。
- 「HEART STATION」は2008年1月21日から着うたにて先行配信された。『レコード会社直営♪』のCMは、PVとは別のオリジナルの撮り下ろし映像となっている。深夜の高速道路で、仕事や遊びの帰りに、ふとカーラジオを付けたときに流れてくる曲をイメージして作った楽曲。イントロ部分は『ULTRA BLUE』の頃から存在しており、「HEART STATION」とは心の電波を発信する場所という意味である。これは以前宇多田自身が、大切な人といろいろな事情により連絡をやめる際に、「今度からは心の電波で」とメールで送ったという経験を元に歌詞を作成したことから。
- ラジオをイメージさせる曲ということから、全国各地の主要FM局とのタイアップ企画で、間奏部分にそれぞれのFM局リスナーへのメッセージが入ったバージョンの音源が用意され、それぞれの局のオリジナル番組で流された（未発売）。
- イントロは最初二つの別々のキーボードで作成し、その後もう一つ別の音色のキーボードを加え、全部で三つのキーボードを使用して作り、そのイントロを軸にメロディや歌詞を制作した。その為、比較的簡単に完成したとの事。「DISTANCE」にも似た、曲の自然さやあっさり感、またポップさが兼ね備わっていると述べている。また、『ミュージックステーション』（テレビ朝日系）に出演した際に、タイトルとして「HEART STATION」を思いついた際に「ミュージックステーションみたいでいいな」と思ったと語っている。また、歌詞は初めてファミリーレストランで書き上げたとのこと。
- PVの監督は武藤眞志。都内某所で1月22日に撮影された。PVのテーマは「視線」で、元夫である紀里谷和明監督の作品に比べて比較的シンプルなつくりとなっている。レコーディング風景を撮影しただけの「Flavor Of Life」を除けば、本人が登場しているPVは「Keep Tryin'」以来2年ぶり、紀里谷和明以外の監督作品は「COLORS」以来5年ぶり。
- テレビ番組では、『HEY!HEY!HEY! MUSIC CHAMP』（フジテレビ系）、『ミュージックステーション』（テレビ朝日系）、『音楽戦士 MUSIC FIGHTER』（日本テレビ系）、『CDTV』（TBS系）、『うたばん』（TBS系）にて披露。
- 「Stay Gold」も「HEART STATION」同様、2007年12月7日から着うたにて先行配信された。
- 花王『アジエンス』の為の書き下ろし曲である。この曲について宇多田は、特に何も意識せずに作ったが、ピアノのアレンジについては何度も弾きなおすなど、こだわって作ったとのこと。この曲もピアノの部分から作成している。奇をてらった訳ではなく、自然と「○○（だ）わ」など、初めて女性語を使用し、割と気を引くような歌詞にした、また本人自身も「これほど女性らしい曲は初めて」と述べている。
- ベースを初めて使用しておらず、使用した楽器は高低音のピアノと、ドラムマシンのみという、音数的にも要素の少ない楽曲だったが、やりたいことをやり満足した、また「チッチチッチ」という小さな音がミソだとも述べている。CMが放映開始された際に、予想以上に反響が大きく驚いたとの事。A面ではあるが今のところPVは存在しない。体調を崩し撮影できなかったとされる『Letters』を除けばA面の曲でPVが存在しないのは初めて。また宇多田本人はこの曲に関して「幽霊が歌っているみたいだ」とも語っている。
- 2010年1月 - 2月に敢行された“Utada”として初の海外ツアー『"In The Flesh" 2010 Tour』の中でライブ初披露された。
- オリコンの累計売上では宇多田自身のシングル作品で初めて10万枚を下回った作品である。

## 収録曲
全曲作詞、作曲、編曲：宇多田ヒカル
1. HEART STATION(4:38)
音楽コンテンツサイト『レコード会社直営♪』CMソング
2. Stay Gold(5:16)
『アジエンス』CMソング
3. HEART STATION Original Karaoke(4:38)
4. Stay Gold Original Karaoke(5:15)